# جائزة فرنسا الكبرى 1991
جائزة فرنسا الكبرى 1991 هو سباق فورمولا 1 أقيم بتاريخ 7 يوليو 1991 في فرنسا. كان السابع من أصل 16 في بطولة العالم لسباقات الفورمولا واحد موسم 1991. حلّ البريطاني نايجل مانسيل أولا بينما جاء الفرنسي ألن بروست في المركز الثاني وحصل على المركز الثالث البرازيلي آيرتون سينا.